# 西属几内亚
西屬幾內亞（西班牙語：Guinea Española）是一個前西班牙帝国在非洲的殖民地，1968年獨立後成立了赤道幾內亞。

## 历史
根据西班牙帝国和葡萄牙王国之间的《埃尔帕尔多条约》(Treaty of El Pardo)，西班牙在几内亚湾的殖民据点于1778年建立。1778年至1810年间，西班牙通过位于布宜诺斯艾利斯(今阿根廷)的殖民总督来管理这块殖民地。从1827年到1843年，英国在比奥科島(西班牙稱費爾南多島)建立了一个基地，用于打击西班牙和非法商人在大西洋进行的持续的奴隶贸易。根据1843年与西班牙达成的一项协议，英国将其基地迁至自己在西非的殖民地塞拉利昂。从1844年开始，它被称为“几内亚领土”(territorial Espanoles del Golfo de Guinea)。根据1900年的巴黎条约，西班牙占领了大陆上的飞地里奥·穆尼（RíoMuni），这块30万平方公里的领土向东一直延伸至乌班吉河(Ubangi river)。19世纪末，西班牙、葡萄牙、德国和費爾南多島的种植者开始在费尔南多波岛上开发大型可可种植园。由于当地条件十分恶劣，导致土著大量的死亡。西属几内亚殖民地开始大量引进合同工人。1914年西属几内亚与利比里亚共和国签署了劳工条约，多达一万五千名合同工人来到这里从事各类工作。1942年，这里的合同工人数量增至2万。到1968年，来自尼日利亚的合同工人数量就达到了十万人。
1946年至1959年，当葡萄牙人提出接管该殖民地时，它从“殖民地”被提升为“省”。从1960年到1968年，西班牙尝试了一种部分非殖民化的制度，以保持该省在西班牙的领土体系内，但由于几内亚人持续的反殖民活动而失败。1968年10月12日，西班牙承认赤道几内亚共和国独立。弗朗西斯科·马西亚斯·恩圭马当选总统。